# Kathy Whitworth
Pour les articles homonymes, voir Whitworth.
Kathy Whitworth, née le 27 septembre 1939 à Monahans au Texas et morte le 24 décembre 2022 à Flower Mound (Texas), est une golfeuse américaine. 
Elle a remporté tout au long de sa carrière 88 tournois du LPGA Tour ce qui constitue un record. En 1981, elle est la première golfeuse à avoir remporté plus d'1 million de dollars au cours d'une année.

## Biographie
Kathy Whitworth commence le golf à l'âge de 15 ans et remporte en 1957 et 1958 le Championnat amateur du Nouveau-Mexique. Elle devient professionnelle à 19 ans, rejoignant la LPGA en décembre 1958.
En 1962, elle gagne son premier tournoi : l'Open Kelly Girl. Elle est à sept reprises désignée joueuse de l'année LPGA entre 1966 et 1973, ce qui lui permet d'avoir son entrée au World Golf Hall of Fame. En 1990, elle est capitaine de l'équipe des États-Unis lors de l'inauguration du tournoi de la Solheim Cup.